# KazMunayGas
KazMunayGas – kazachska firma państwowa zajmująca się poszukiwaniem, wydobyciem, transportem i rafinacją ropy naftowej oraz gazu ziemnego.
Powstała w 2002 roku w wyniku połączenia firm Kazakhoil i Oil&Gas Transportation. Jej siedziba znajduje się w Astanie w pobliżu parku Żastar. Rafinerie KazMunayGasu znajdują się m.in. w Atyrau i Pawłodarze.